# چارلی تامسون
چارلی تامسون (انگلیسی: Charlie Thomson؛ ۲ مارس ۱۹۳۰ – ۶ ژانویهٔ ۲۰۰۹) یک بازیکن فوتبال بوده است.
وی سابقه بازی در تیم‌های کلاید، باشگاه فوتبال چلسی و باشگاه فوتبال ناتینگهام فارست را دارد